# Tập đoàn quân 17 (Liên Xô)
Tập đoàn quân 17 là một đơn vị quân sự chiến lược cấp tập đoàn quân của Hồng quân Liên Xô. Được thành lập vào năm 1940, Tập đoàn quân phục vụ ở Viễn Đông trong Thế chiến thứ hai và chiến đấu trong chiến dịch Mãn Châu tháng 8 năm 1945. Đơn vị bị giải tán vào giữa năm 1946.

## Lịch sử
Tập đoàn quân 17 được thành lập từ Nhóm Tập đoàn quân số 1 của Quân khu Transbaikal vào ngày 21 tháng 6 năm 1940. Từ năm 1941 đến năm 1945, đơn vị đảm nhận nhiệm vụ phòng thủ chung, bao gồm cả bên trong biên giới Mông Cổ. Vào ngày 22 tháng 6 năm 1941, Tập đoàn quân bao gồm:
- Sư đoàn xe tăng 57
- Sư đoàn xe tăng 61
- Sư đoàn súng trường cơ giới 36
- Sư đoàn súng trường cơ giới 57
- Sư đoàn súng trường 82.[2]

Vào ngày 15 tháng 9, Quân khu Transbaikal trở thành Phương diện quân Transbaikal. 
Trong chiến dịch Mãn Châu của Liên Xô, Tập đoàn quân đội được nhập biên chế Phương diện quân Transbaikal. Đêm ngày 9 tháng 8 năm 1945, không có pháo binh và không quân yểm trợ, Tập đoàn quân 17 bắt đầu cuộc tấn công. Vào cuối ngày, các lực lượng chính của đơn vị đã tiến được 50 km, có nơi tiến xa gần 70 dặm, tiến đến được khu vực hồ Tabun-Nur. Vào ngày thứ ba của Chiến dịch Khingan-Mukden, hiệp đồng cùng với Tập đoàn cơ giới Liên Xô-Mông Cổ, các mũi nhọn của Tập đoàn quân 17 đã tiếp cận phía tây nam của Đại Hưng An. Trong những ngày sau đó của chiến dịch, Tập đoàn quân đã vượt qua tuyến phòng thủ của quân Nhật, và đẩy lùi các cuộc phản công ở khu vực Lâm Tây. Cuối ngày 14 tháng 8 năm 1945, Tập đoàn quân 17 đã chiếm được khu vực Đại Sơn - Tszinpen. Ngày 16 tháng 8, Udanchen thất thủ. Cuối tháng 8 năm 1945, cùng với tập đoàn kỵ binh cơ giới chủ lực của Phương diện quân, Tập đoàn quân 17 đã tiến đến khu vực Lâm Viên, và một trong các sư đoàn của đơn vị đã ở trên bờ biển Vịnh Liêu Đông gần Sơn Hải Quan. Cũng tại khu vực này vào ngày 31 tháng 8 năm 1945, Tập đoàn quân 17 kết thúc các chiến dịch.
Trong chiến dịch Mãn Châu, Tập đoàn quân 17 bao gồm: 
- Sư đoàn súng trường 209 ,
- Sư đoàn súng trường 278 ,
- Sư đoàn súng trường 284 ,
- Tiểu đoàn xe tăng độc lập 70,
- Tiểu đoàn xe tăng độc lập số 82,
- Lữ đoàn pháo chống tăng 56,
- Trung đoàn pháo binh 185,
- Trung đoàn lựu pháo 413,
- Trung đoàn diệt tăng 1910,
- Trung đoàn súng cối 178,
- Trung đoàn súng cối cận vệ 39,
- Trung đoàn pháo phòng không 1916,
- Tiểu đoàn pháo binh phòng không độc lập số 66,
- Tiểu đoàn pháo binh phòng không độc lập 282,
- Lữ đoàn súng cối 67. [4]

Sau khi chiến tranh với Nhật Bản kết thúc, Tập đoàn quân trở thành một phần của Quân khu Transbaikal-Amur (được hình thành từ Phương diện quân Transbaikal) vào ngày 10 tháng 9 năm 1945, và bị giải tán từ tháng 7 đến tháng 8 năm 1946.

## Danh sách tư lệnh
Các tư lệnh trong chiến tranh:

### Các chỉ huy
- 21 tháng 6 năm 1940 - Tháng 1 năm 1941 - Trung tướng Pavel Kurochkin
- 14 tháng 1 năm 1941 - 15 tháng 5 năm 1942 - Trung tướng Prokofy Romanenko
- 15 tháng 5 năm 1942 - 18 tháng 11 năm 1943 - Thiếu tướng Anton Gastilovich
- 18 tháng 11 năm 1943 - 2 tháng 9 năm 1945 - Trung tướng Alexei Danilov

### Thành viên hội đồng quân sự
- 1940 - 28 tháng 11 năm 1943 - (Chính ủy sư đoàn 20 tháng 12 năm 1942) Thiếu tướng Stepan Novikov
- 28 tháng 11 năm 1943 - 6 tháng 8 năm 1946 - (Thiếu tướng, từ ngày 8 tháng 9 năm 1945) Trung tướng Vasily Emelyanov

### Tham mưu trưởng
- 1940 - 15 tháng 5 năm 1942 - Thiếu tướng Anton Gastilovich
- 15 tháng 5 năm 1942 - 9 tháng 11 năm 1942 - Đại tá Semyon Protas
- 9 tháng 11 năm 1942 - 15 tháng 8 năm 1946 - Đại tá (Thiếu tướng từ tháng 12 năm 1942) Alexey Spirov